# Kerstin Kirst
Kerstin Kirst (19 de agosto de 1960) es una deportista de la RDA que compitió en remo. Ganó tres medallas de plata en el Campeonato Mundial de Remo entre los años 1981 y 1983.

## Palmarés internacional
| Campeonato Mundial | Campeonato Mundial | Campeonato Mundial | Campeonato Mundial       |
| Año                | Lugar              | Medalla            | Prueba                   |
| ------------------ | ------------------ | ------------------ | ------------------------ |
| 1981               | Múnich (RFA)       | Medalla de plata   | Doble scull              |
| 1982               | Lucerna (Suiza)    | Medalla de plata   | Doble scull              |
| 1983               | Duisburgo (RFA)    | Medalla de plata   | Cuatro scull con timonel |